# イマヌエル・ベッカー
アウグスト・イマヌエル・ベッカー（ドイツ語: August Immanuel Bekker、1785年5月21日 - 1871年6月7日）は、ドイツの古典文献学者。主としてギリシア語文献を専門とする。
1831年に出版された彼の校訂による「アリストテレス全集」は、標準的な底本として普及した。

## 経歴
1785年、ベルリンに生まれる。ハレ大学でフリードリヒ・アウグスト・ヴォルフに師事。
1810年、ベルリン大学教授に就任。1810年～1821年、各国を旅行。主にギリシア文献を研究。1816年-1823年、プラトン校訂本出版。1831年、アリストテレス校訂本出版。
1871年、ベルリンにて死去。